# فرد بیدل استون
فرد بیدل استون (انگلیسی: Fred Biddlestone; ۲۶ نوامبر ۱۹۰۶ – ژانویه ۱۹۸۲ (aged 75)) بازیکن فوتبال اهل بریتانیا بود.
از باشگاه‌هایی که در آن بازی کرده‌است می‌توان به باشگاه فوتبال منزفیلد تاون، باشگاه فوتبال والسال، و باشگاه فوتبال استون ویلا اشاره کرد.